# Roman Harvatovič
Roman Harvatovič (* 24. června 1978, Chomutov) je bývalý český fotbalista, záložník.

## Fotbalová kariéra
V české lize hrál za FK Teplice. Nastoupil v 10 ligových utkáních. Ve druhé lize hrál i za FC Chomutov a FK GGS Arma Ústí nad Labem.

## Ligová bilance
| Ročník                            | Zápasy | Góly | Klub                       |
| --------------------------------- | ------ | ---- | -------------------------- |
| 2. česká fotbalová liga 1995/1996 | 2      | 0    | FK Teplice                 |
| 1. česká fotbalová liga 1996/1997 | 5      | 0    | FK Teplice                 |
| 2. česká fotbalová liga 1996/1997 | 13     | 0    | FK GGS Arma Ústí nad Labem |
| 2. česká fotbalová liga 1998/1999 | -      | 4    | VT Chomutov                |
| 2. česká fotbalová liga 2000/2001 | 26     | 1    | FC Chomutov                |
| 2. česká fotbalová liga 2001/2002 | 18     | 3    | FC Chomutov                |
| Gambrinus liga 2001/2002          | 5      | 0    | FK Teplice                 |
| 2. česká fotbalová liga 2002/2003 | 20     | 2    | FC Chomutov                |
| CELKEM 1. liga                    | 10     | 0    |                            |